# Pedra
|  | Per a altres significats, vegeu «calamarsa». |

La paraula pedra s'utilitza en el llenguatge comú i en joieria, l'arquitectura i l'enginyeria per a fer referència a qualsevol material natural d'origen mineral, sòlid i caracteritzat per una elevada consistència. De manera científica, es defineix com aquell cos mineral sòlid i dur, de composició variable, no metàl·lic, però que conté sals i òxids metàl·lics que constitueix les roques. També es defineix com un tros de matèria mineral de certa grandària, despresa naturalment d'una roca, o treta artificialment d'una roca, emprada generalment com a material de construcció.

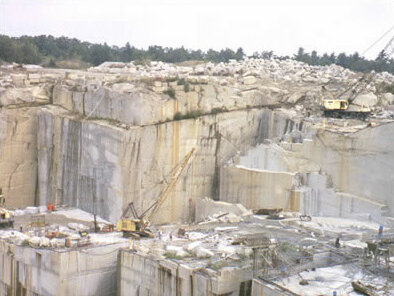
Pedrera

Els geòlegs fan servir exclusivament el mot roca per a referir-se a aquests materials, encara que el concepte pedra en comprèn també altres de més tous. El terme pedra no és usat en el camp de la geologia, on la negativa a usar-lo és gairebé un signe d'identitat de la disciplina científica.
Com a matèria primera, la pedra s'extreu generalment de les pedreres, explotacions mineres a cel obert quan això és possible, però també hi ha extraccions de material per mitjà d'excavacions en pous i mines.
En arquitectura i enginyeria, s'entén com a pedra el tros de matèria mineral utilitzada per a la construcció: així, tenim la pedra arenosa (provinent de roques arenoses), la pedra calcària o calcinal (provinent de roques calcàries), etc. Per anologia, s'anomena pedra artificial al formigó amb l'aparença de pedra natural.
En joieria, l'art de tallar la pedra dels lapidaris, és un dels oficis de més antiga tradició. La pedra (gemma) és tallada pels mestres tallistes o lapidaris.
Diferents tipus de roques i minerals són aprofitades com a estris i productes domèstics o industrials i anomenades pedres segons el seu ús (pedra foguera.pedra d'esmolar).

## Pedra (construcció)

### Pedra natural
En construcció poden emprar-se tots els tipus de roca, o materials petris, però els més comuns són: el granit, el marbre, la pissarra, el gres, la calcària i el basalt.

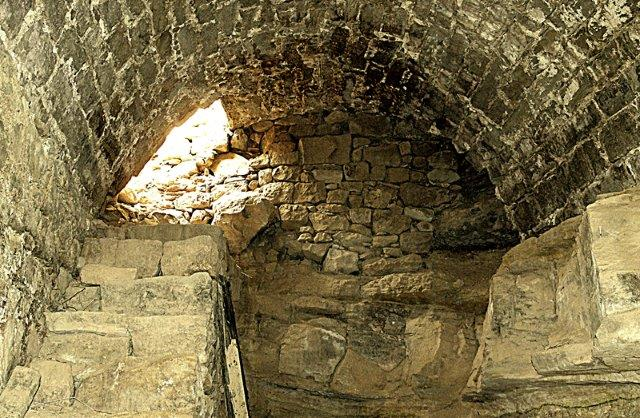
Construcció de pedra seca i carreus. Bòvila del molí del Bep de Canut. Torrebesses, Lleida

Les pedres naturals, tal com es troben a la natura o lleugerament retocades, s'utilitzen en construccions rurals o rústiques per fer paredats utilitzats com a tancaments exteriors o particions interiors de les edificacions o com a murs de contenció formant marges a l'exterior. La seva col·locació pot ser en sec (pedra seca), és a dir, sense morter entre elles o rejuntades amb morter.
Les pedres tallades, ordinàriament en forma de paral·lelepípede rectangular, s'anomenen carreus (també cantons o mitjans). Si les dimensions són petites, llavors s'anomenen carreuons. Una altra forma típica de tallar la pedra natural és en làmines més o menys gruixudes. S'anomenen plaques i serveixen com a revestiments (aplacats) de paraments, com a paviments o per a la formació de superfícies: taules o taulells.

### Pedra artificial
Són aquells materials de construcció artificials, és a dir fabricats per l'home, que s'assemblen o imiten a les pedres naturals. Es tracta de formigons d'alta qualitat fets, normalment, amb formigó pòrtland blanc, sorra i grava de pedres naturals de qualitat (marbres, granits, etc.) i additius colorants, com balustres, peces per gelosies, graons d'escala, escopidors de finestres, paviments continus o en forma de rajola i terratzo,
Quan la qualitat del formigó o morter utilitzat en la fabricació d'elements de construcció és vulgar, és a dir: formigó gris, sorra i grava normal, s'obtenen elements que normalment aniran revestits, no seran vistos i no són anomenats pedra artificial. Entre aquests elements trobem el bloc de formigó, que és l'element més utilitzat per fer parets d'obra en aquells llocs amb poca argila, perquè la rapidesa prima sobre l'acabat, o perquè es pretén aconseguir major resistència.

## Pedra (joieria i gemmologia)
Es tracta d'una denominació molt genèrica i poc precisa que tant pot fer referència a un material molt preuat (per exemple el diamant), com un material molt senzill (com ara el vidre), com un material sintètic (per exemple la zircònia)

### Pedra preciosa

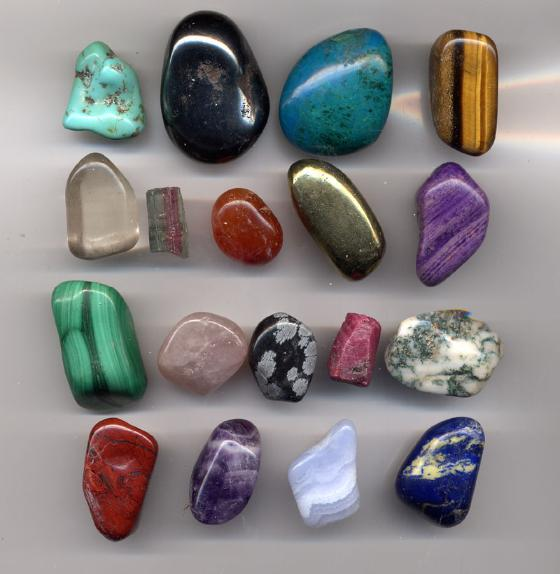
Gemmes naturals. Poliment bàsic sense tallar

- Pedra preciosa (o, simplement, pedra), mineral dur, transparent i de gran valor que s'empra en joieria. El conjunt de pedres precioses és anomenat pedreria. Són minerals o substàncies que per la seva bellesa, durabilitat i raresa són molt apreciades i que un cop tallades i polides s'utilitzen en joieria. La denominació que es considera més adequada per al concepte definit és gemma, perquè no el limita, com en el cas de l'ambre, a les d'origen mineral.[6] A més, en el món del comerç la denominació pedra preciosa es restringeix sovint al diamant, al robí, al safir i a la maragda.

### Altres gemmes
- Pedra còrnia, varietat de jaspi.
- Pedra de l'Amazones, vegeu amazonita.
- Pedra de lluna, varietat d'ortosa pròpia de Sri Lanka.
- Pedra de sabó, vegeu saponita.
- Pedra de sang, varietat de calcedònia.
- Pedra de sol, oligòclasi amb interposició d'oligist.

## Pedra (usos)

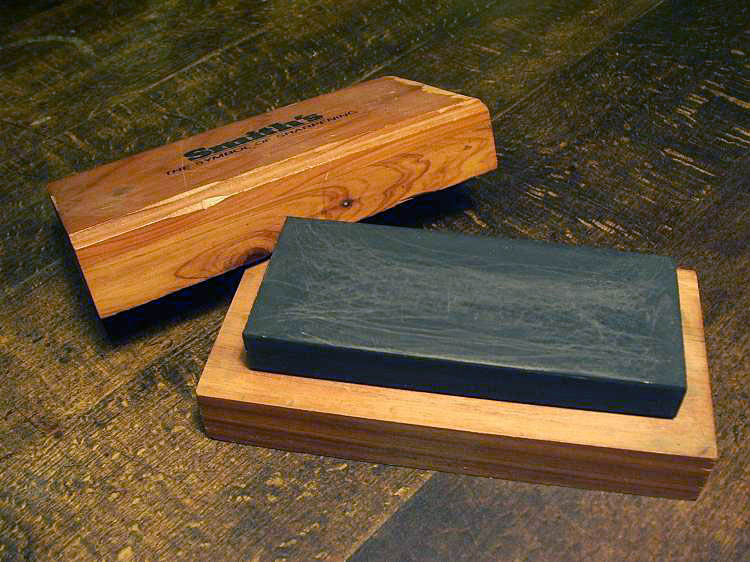
Pedra d'Arkansas per a l'esmolat de fulles d'eines de metall

Pedra foguera, varietat de sílex que en ser percudida amb un material dur o una altra pedra produeix espurnes susceptibles d'encendre altres materials i iniciar-ne la combustió. També usada en les primitives armes de foc com el pedrenyal (pany català)
Pedra imant, vegeu magnetita.
Pedra ollera, varietat de talc, pròpia de Galícia, usada per fer olles i altres recipients.
Pedra de toc, jaspi negre utilitzat pels joiers per assajar la llei dels metalls. També s'anomena pedra de toc allò que serveix per conèixer o confirmar el valor d'algú o d'alguna cosa, una qualitat o un sentiment determinats, etc.
Pedra tosca, pumicita, usada en aplicacions industrials, també es fa servir com a abrasiu, especialment en exfoliants cosmètics, pedicura, per tal de llevar l'excés de pell del taló i planta dels peus, així com per les durícies.
Pedra d'esmolar, és un estri que es fa servir per esmolar i polir instruments i eines de tall.
Pedra de fita, fita o molló és una pedra que, situada en un lloc concret, serveix com a senyal per a delimitar un terme o finca o bé per a marcar el recorregut d'una via, camí o carretera.